# 벽진면
벽진면(碧珍面)은 대한민국 경상북도 성주군의 면이다. 넓이는 62.78km2이고, 인구는 2006년 기준으로 3,757명이다. 

## 행정 구역
- 봉계리(鳳溪里)
- 봉학리(鳳鶴里)
- 매수리(梅水里)
- 외기리(外基里)
- 용암리(龍巖里)
- 자산리(紫山里)
- 운정리(雲亭里)
- 가암리(伽巖里)
- 수촌리(樹村里)